# AA-52
AA-52 (Arme Automatique Transformable Modèle 1952) là mẫu súng đầu tiên do Pháp chế tạo sau chiến tranh thế giới thứ hai. Nó được lắp ráp tại Manufacture d'Armes St. Etienne (một nhà máy do chính phủ Pháp sở hữu tại Pháp). AA-52 vẫn còn được sử dụng với một lượng lớn gắn trên các phương tiện cơ giới, nhưng với việc gắn trên trực thăng thì nó đã bị thay thế bởi khẩu FN MAG của Bỉ bắt đầu với mẫu trực thăng Eurocopter EC725 của các Lực lượng đặc nhiệm, Lực lượng tìm kiếm trên không và Lựa lượng giải cứu. Lực lượng bộ binh Pháp cũng chuyển sang sử dụng khẩu FN Minimi do nó nhẹ hơn.

## Lịch sử
AA-52 được phát triển theo nhu cầu từ các binh lính có kinh nghiệm chiến đấu tại Đông Dương đầu những năm 1950. Vào thời điểm đó binh lính Pháp được trang bị vũ khí từ Anh và Hoa Kỳ, đôi khi là các vũ khí lấy từ Đức sau thế chiến thứ hai. Do việc đạn được cung cấp không phù hợp để hoạt động hiệu quả với các loại vũ khí này cũng như các bộ phận thay thế và bảo trì cho chúng gần như không có nên quân đội quyết định tự tạo ra một mẫu súng tiêu chuẩn riêng. Mẫu AA-52 là kết quả của việc phát triển này, nó khá dễ chế tạo hầu hết được lắp ráp và hàn lại đơn giản từ các miếng thép ép.

## Cơ chế
AA-52 sử dụng một cơ chế nạp đạn blowback đặc biệt so với các mẫu cùng thời là nạp đạn bằng phản lực bắn gián tiếp. Khi bắn lực phản lực của vỏ đạn sẽ ấn mạnh vào phần trước của khóa nòng kích hoạt một đòn bẩy chắn ngang liên kết với phần sau của bolt. Sau một thời gian nhất định từ khi đầu đạn bắt đầu được bắn ra lực của bolt sẽ đẩy đòn bẩy nằm xuống và nối với phần sau để bắt đầu di chuyển ra phía sau như một khối đẩy vỏ đạn ra ngoài. Vì thế không có sự tiếp xúc chính giữa vỏ đạn và phần chính của bolt, cũng như khoang chứa đạn có các rãnh dẫn khí phản lực ngược lại thổi vỏ đạn cùng tất cả bụi trong khoang ra khi bolt mở ra để giảm khả năng đóng chất kết dính ở phần bolt thứ sẽ làm kẹt đạn khi bắn.
AA-52 có thể dữ dụng bắn trên chân chống chữ V hay bệ chống ba chân. Khi cần bắn liên tiếp nó sẽ được thay một nòng nặng hơn cùng các nòng thay thế đặc ở kế bên phòng khi quá nóng. Việc thay nòng rất dễ chỉ việc xoay nòng súng là có thể lấy ra.

## Biến thể

### NF-1
Là loại AA-52 ban đầu sử dụng đạn 7.5 mm của Pháp thường dùng trong khẩu FM 24/29. Sau này đã chuyển sang sử dụng nòng đạn 7.62x51mm NATO để có thể xuất khẩu.

### MAC-58
Là loại thử nghiệm sử dụng loại đạn .50 BMG. Nó không bao giờ được chế tạo với số lượng lớn.

## Các nước sử dụng
- Benin
- Burkina Faso
- Cộng hòa Trung Phi
- Comoros
- Côte d'Ivoire
- Djibouti
- Pháp
- Gabon
- Ireland
- Madagascar
- Mali
- Mauritania
- Mauritius
- Morocco
- Niger
- Senegal
- Seychelles
- Somalia
- Togo
- Việt Nam